# Soltaniyeh
Soltaniyeh (Ba Tư: سلطانيه, Latinh là Soltaniyeh, Solţāneyyeh, Sultaniye, Sultānīyeh, còn được gọi là Sa'īdīyeh)  là một thành phố và thủ phủ của Soltaniyeh,Abhar, tỉnh Zanjan, Iran. Dân số năm 2006 là 5.684 người. Soltaniyeh cách Tehran khoảng 240 km (150 dặm) về phía Tây bắc. Nơi đây từng là thủ đô của Y Nhi hãn quốc cai trị Ba Tư vào thế kỷ 14. Tên của nó dịch là "Hoàng". Năm 2005, UNESCO đưa Soltaniyeh vào danh sách các di sản thế giới.
Öljaitü là người đã dự định đưa Soltaniyeh trở thành một "thành phố lớn nhất và tuyệt vời nhất trên thế giới" nhưng mà giờ nó là "một đống hoang tàn, đổ nát của di tích".

## Mái vòm Soltaniyeh
Trung tâm của Soltaniyeh là di tích lăng Il-khan Öljeitü (Ba Tư: اولجايتو) còn được gọi là Muhammad Khodabandeh, theo truyền thống được gọi là Mái vòm Soltaniyeh.
Cấu trúc, được dựng trong khoảng thời gian từ năm 1302-1312 AD, là mái vòm lâu đời nhất ở Iran. Tầm quan trọng của nó trong thế giới Hồi giáo có thể được so sánh với Mái vòm của Brunelleschi do Filippo Brunelleschi thiết kế đóng góp cho Kitô giáo. Nó là một trong những mái vòm bằng gạch lớn nhất thế giới, chỉ ở giới hạn kỹ thuật cho một mái vòm bằng gạch thì nó là mái vòm lớn thứ ba trên thế giới sau mái vòm của nhà thờ Florence và nhà thờ Hagia Sophia. Mái vòm Soltaniyeh mở đường cho phong cách xây dựng vòm trong thế giới Hồi giáo tại Lăng mộ Khoja Ahmed Yasavi và Taj Mahal. Phần lớn trang trí bên ngoài của nó đã bị hư hại hoàn toàn, nhưng bên trong vẫn giữ lại được những bức tranh tường và tranh ghép bằng sứ vô giá. Ước tính mái vòm này nặng 200 tấn, cao 49 mét (161 ft), và hiện đang được cải tạo mở rộng.

## Hình ảnh

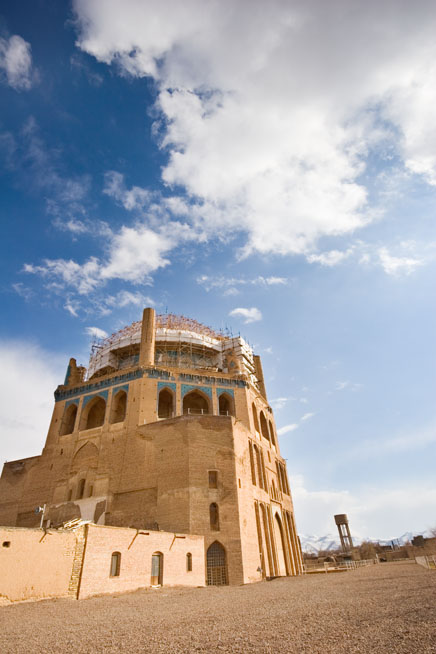
Cấu trúc Soltaniyeh và 6 tòa tháp đang được khôi phục bởi ICHO
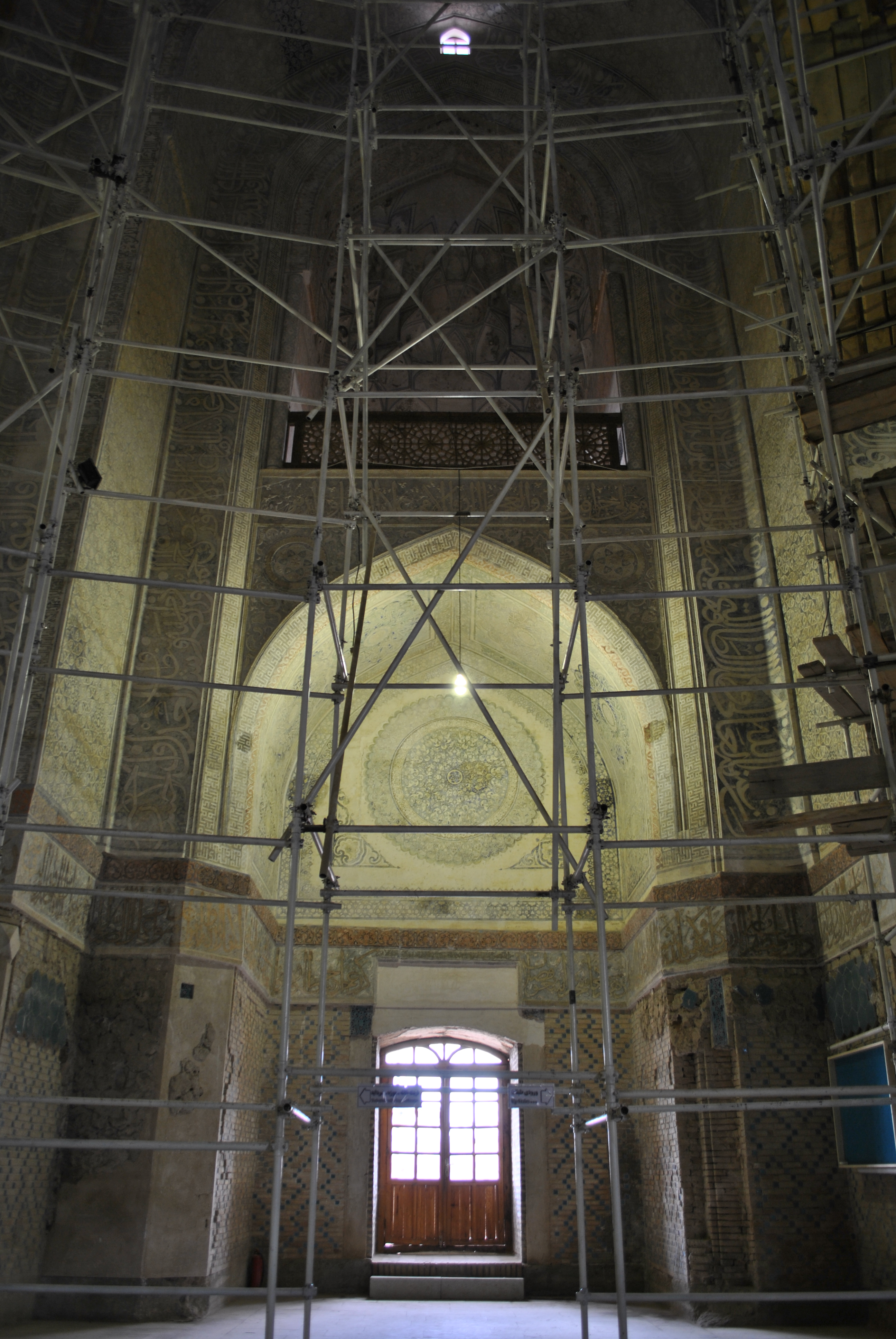
Tái thiết kế bên trong
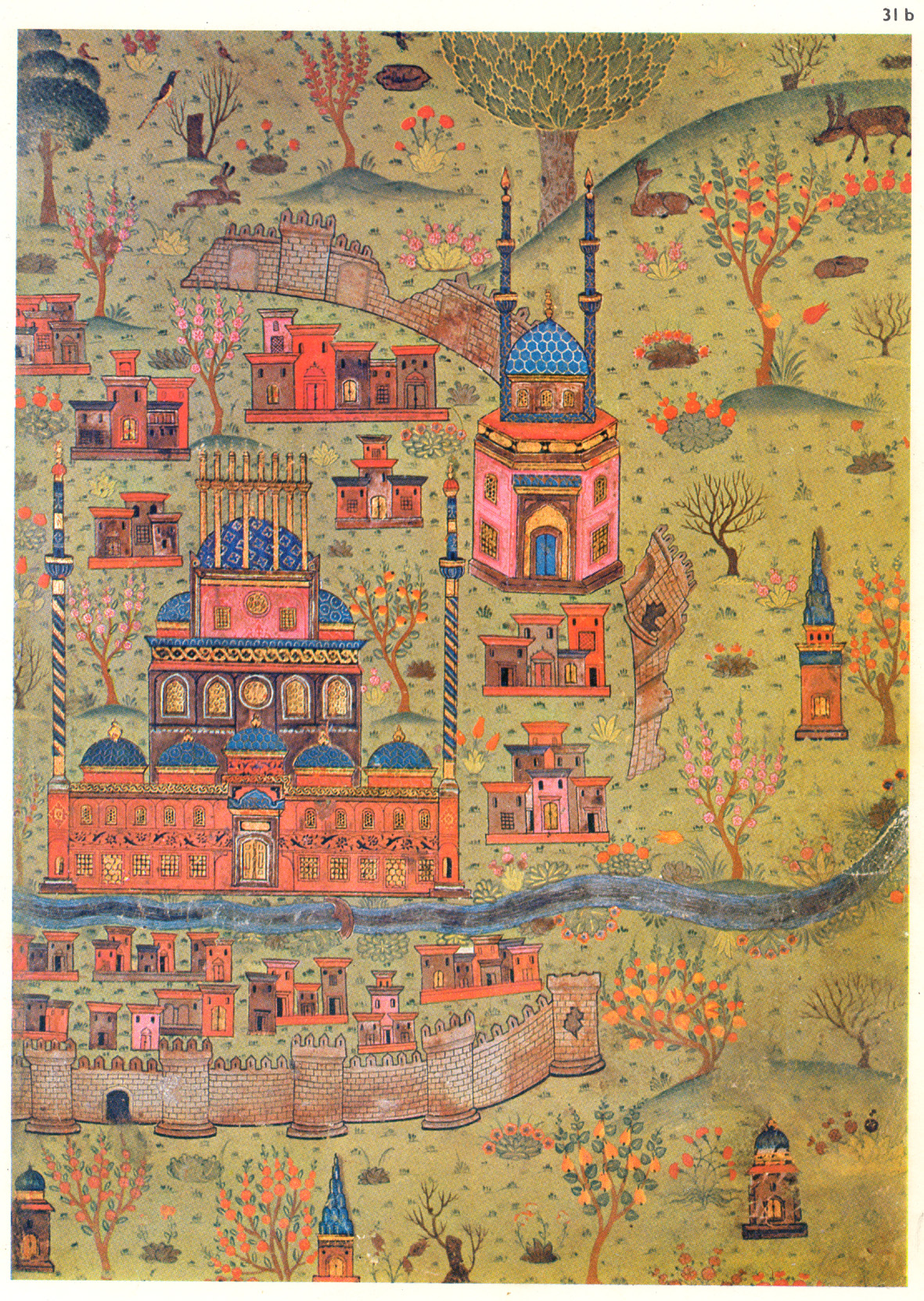
Bản đồ thế kỷ 16 của thành phố Soltaniyeh
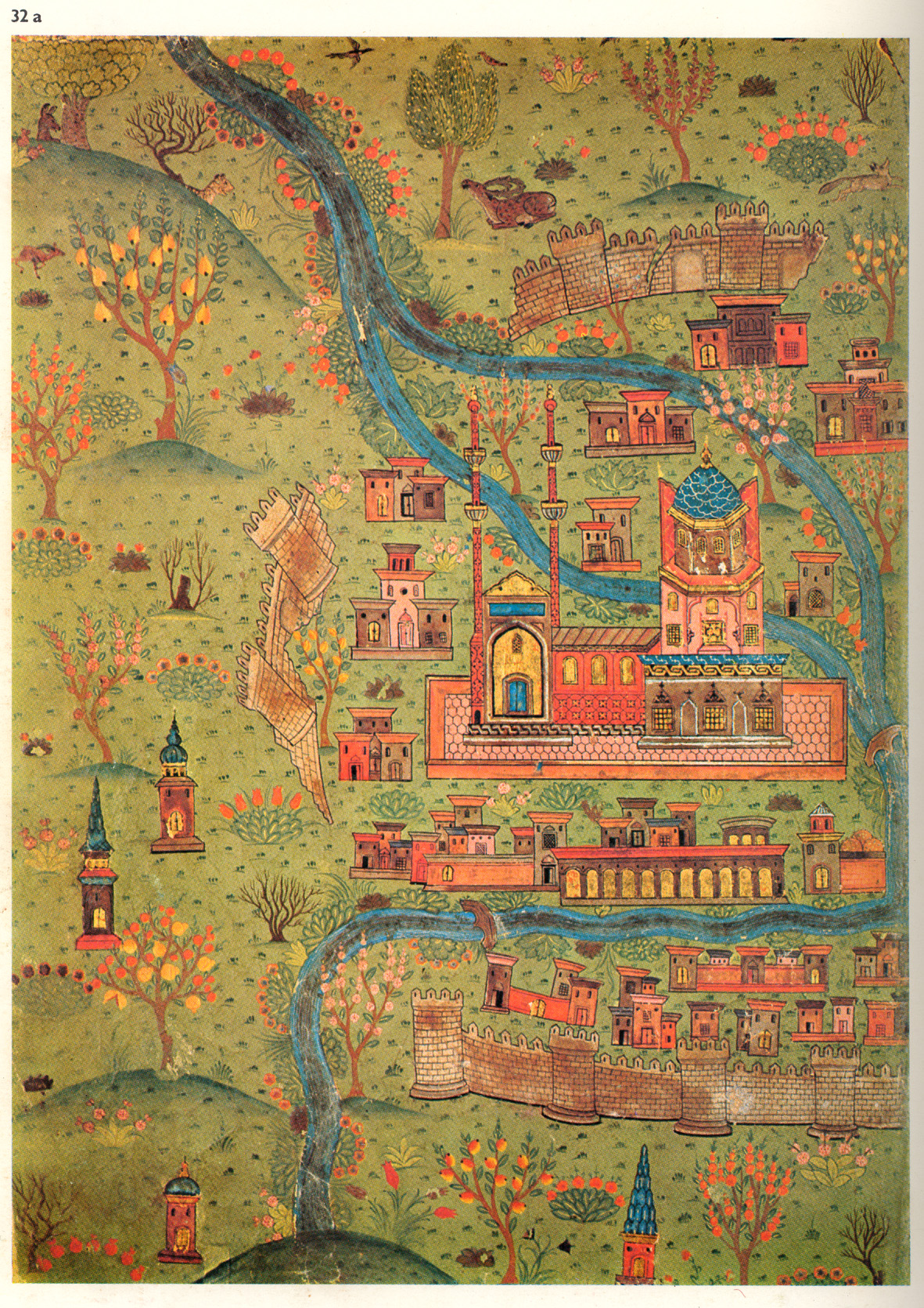